# National Register of Historic Places

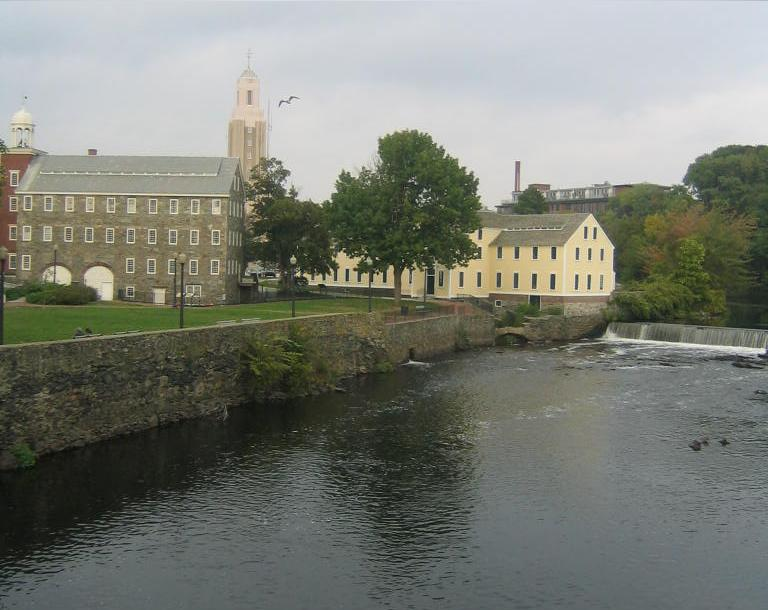
Old Slater Mill, dystrykt historyczny w Pawtucket (hrabstwo Providence, stan Rhode Island) jest pierwszą nieruchomością historyczną wpisaną w 1966 roku na listę National Register of Historic Places pod nr #66000001

National Register of Historic Places (NRHP) – oficjalny rejestr zasobów kulturowych Stanów Zjednoczonych zasługujących na ochronę, zatwierdzony ustawą National Historic Preservation Act of 1966. Rejestr ten jest częścią krajowego programu ds. koordynacji i wspierania działań publicznych i prywatnych mających na celu identyfikację, ocenę i ochronę amerykańskich zasobów historycznych i archeologicznych. Nieruchomości wymienione w rejestrze obejmują te budynki, struktury, obiekty, miejsca i dystrykty historyczne, które są ważne dla amerykańskiej historii, architektury, archeologii, inżynierii i kultury. Rejestr NRHP jest zarządzany przez National Park Service, który jest częścią amerykańskiego Departamentu Spraw Wewnętrznych. W rejestrze NRHP jest aktualnie (październik 2012) 85 014 obiektów.

## Historia i cele
Kwestia ochrony historycznych nieruchomości stała się polityką ogólnokrajową Stanów Zjednoczonych dzięki uchwaleniu następujących ustaw:
- Antiquities Act of 1906,
- Historic Sites Act of 1935,
- National Historic Preservation Act of 1966, z późniejszymi zmianami.

Ustawa Historic Sites Act of 1935 upoważniała Sekretarza Spraw Wewnętrznych do ustalenia
i uznania nieruchomości mających ogólnokrajowe znaczenie (National Historic Landmark) dla historii i archeologii Stanów Zjednoczonych. Ustawa National Historic Preservation Act of 1966 upoważniła Sekretarza Spraw Wewnętrznych do rozciągnięcia tego uznania na te nieruchomości o lokalnym i ogólnonarodowym znaczeniu dla amerykańskiej historii, architektury, archeologii, inżynierii, i kultury, które zasługują na ochronę. National Register of Historic Places stanowi oficjalny wykaz tych uznanych nieruchomości i jest zarządzany i rozwijany przez National Park Service w imieniu Sekretarza Spraw Wewnętrznych.

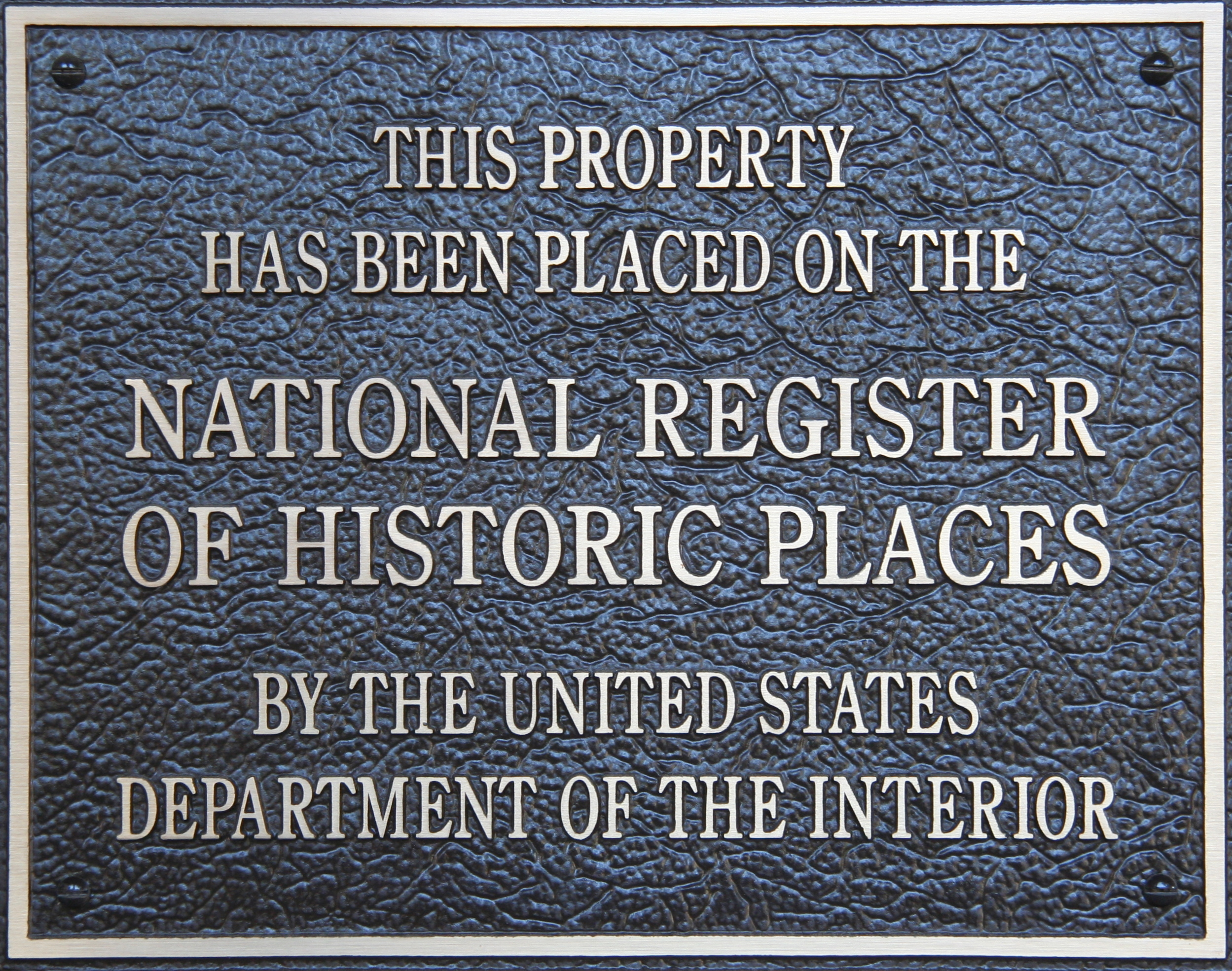
Tabliczka informująca, iż noszący ją obiekt został wpisany do rejestru National Register of Historic Places

Rejestr National Register of Historic Places dokumentuje wygląd zewnętrzny i znaczenie budynków, struktur, obiektów, miejsc i dystryktów mających znaczenie dla amerykańskiej prehistorii i historii.
W celu wyselekcjonowania nieruchomości przeznaczonych do umieszczenia w rejestrze NRHP National Park Service opracował National Register Criteria for Evaluation (państwową listę kryteriów oceny) jako zespołu kryteriów, według których każda nominowana do NRHP nieruchomość jest oceniana. Ponadto National Park Service opracował kryteria uznania nieruchomości o znaczeniu państwowym (określanych jako National Historic Landmark) oraz jednostek prehistorycznych i historycznych wpisanych na listę National Park System. Obydwa zestawy kryteriów opracowano tak, aby były zgodne z wytycznymi departamentu National Park Service – Secretary of the Interior’s Standards and Guidelines for Archeology and Historic Preservation, które to wytyczne są jednolitymi, państwowymi standardami przyjętymi dla działań ochronnych. Wpis nieruchomości do rejestru NRHP jest ważnym krokiem w ogólnonarodowym procesie ochrony zabytków. Odpowiedzialność za identyfikację, wstępną ocenę, nominację i opracowanie historycznych zasobów spoczywa w gestii osób prywatnych, stanowych i federalnych urzędów konserwatorskich, samorządów lokalnych i plemion indiańskich. Ostateczna ocena i wpis do rejestru NRHP stanowi obowiązek
Kustosza ds. Państwowego Rejestru (Keeper of the National Register).

## Kategorie nieruchomości historycznych

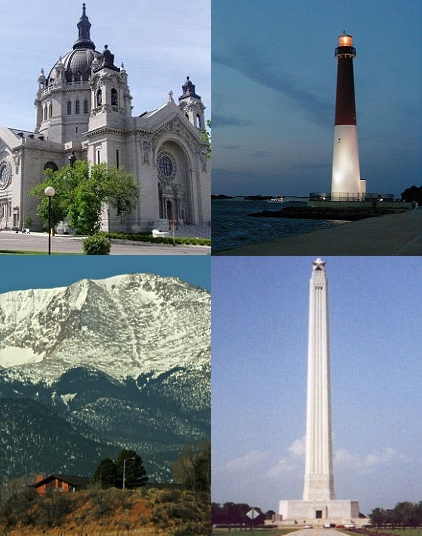
Przykłady kategorii nieruchomości historycznych w National Register of Historic Places (od góry od lewej, zgodnie z ruchem wskazówek zegara): „budynek” (katedra św. Pawła w Saint Paul), „struktura” (latarnia morska Barnegat), „obiekt” (San Jacinto Monument) i „miejsce” (góra Pikes Peak)

Wykaz National Register of Historic Places obejmuje zasadniczo 5 kategorii nieruchomości fizycznych: budynek, strukturę, obiekt, miejsce i dystrykt. Pojedyncze nieruchomości oraz niewielkie ich grupy ujęte są przez cztery pierwsze kategorie: np. ratusz i towarzysząca mu fontanna klasyfikowany jest jako „budynek”, farma z budynkami towarzyszącymi – również jako „budynek”, park z altaną – jako „miejsce”. Nieruchomości istniejące w większej liczbie, rozlokowane na większej powierzchni, ujęte są w kategorii piątej.

### Budynek
„Budynek” (building) oznacza konstrukcję stworzoną zasadniczo dla zabezpieczenia jakiejkolwiek ludzkiej działalności: dom, kościół, hotel, ratusz, budynek administracyjny, pocztowy, biblioteczny, szkolny, teatralny, dworcowy, magazyn itp. Budynek kwalifikujący się do wpisu do rejestru NRHP musi posiadać wszystkie podstawowe elementy swojej konstrukcji. Nie kwalifikują się do umieszczenia w rejestrze same tylko części budynku jak: fasada, wnętrze czy skrzydła. Jeżeli budynek utracił podstawowe elementy swej konstrukcji, wówczas jest uważany za ruinę i klasyfikowany jako „miejsce”

### Struktura
Termin „struktura” (structure) używany jest dla określenia każdego obiektu budowlanego niebędącego „budynkiem”, służącego innym celom, niż zabezpieczenie ludzkiej działalności, ale także na określenie środków transportu (samochód, samolot, łódź, okręt). I tu również, podobnie jak w przypadku budynków struktura kwalifikująca się do wpisu musi posiadać wszystkie podstawowe elementy swojej konstrukcji, w przeciwnym razie jest traktowana jako ruina. Przykłady: droga, most, tunel, latarnia morska, piec przemysłowy, spichlerz, system irygacyjny, wiatrak, zapora wodna

### Obiekt
Terminem „obiekt” (object) określa się konstrukcje inne niż budynki czy struktury, mające głównie artystyczne przeznaczenie, charakteryzujące się niewielkimi rozmiarami i prostą budową, np. fontanna, znak graniczny, kamień milowy, pomnik, rzeźba, posąg. Choć mogą one być (z natury lub według projektu) przenośne, są zasadniczo powiązane ze specyficzną lokalizacją lub środowiskiem. Nie kwalifikują się do wpisu do rejestru NPHP te obiekty (rzeźby, elementy dekoracyjne), które nie posiadają związku ze specyficznym miejscem (np. zostały przeniesione do muzeum)

### Miejsce
Terminem „miejsce” (site) określa się teren ważnego wydarzenia, prehistorycznego lub historycznego osadnictwa, lub działalności, a także „budynek” lub „strukturę” zachowane w stanie ruiny lub nieistniejące, jeżeli sam teren, na którym dana nieruchomość się znajduje (lub znajdowała) ma wartość historyczną, kulturalną lub archeologiczną bez względu na wartość zachowanego na nim „budynku” lub „struktury”. Przykłady: pole bitwy, kemping, ukształtowany krajobraz (park, ogród), stanowisko archeologiczne, szlak przyrodniczy, pomnik przyrody, petroglify, ruiny budynków lub budowli, wraki statków.

### Dystrykt
Termin „dystrykt” (district) oznacza zespół wzajemne powiązanych budynków, struktur, obiektów lub miejsc, historycznie połączonych ze sobą poprzez plan lub fizyczny rozwój, np.: farma, kampus, kompleks przemysłowy, nieruchomość komercyjna, osiedle mieszkaniowe, system kanałów, system transportowy, wieś.